# Boxweltmeisterschaften der Frauen 2019
Die 11. Amateur-Boxweltmeisterschaften der Frauen fanden in Ulan-Ude, Russland statt.

## Medaillengewinnerinnen
| Gewichtsklasse                       | Gold                                | Silber                          | Bronze                                                    |
| ------------------------------------ | ----------------------------------- | ------------------------------- | --------------------------------------------------------- |
| Halbfliegengewicht (– 48 Kilogramm)  | Jekaterina Paltsewa Russland        | Manju Rani Indien               | Chuthamat Raksat Thailand Demie-Jade Resztan England      |
| Fliegengewicht (– 51 Kilogramm)      | Lilija Ajetbajewa Russland          | Buse Naz Çakıroğlu Türkei       | Pang Chol-mi Nordkorea Mary Kom Indien                    |
| Bantamgewicht (– 54 Kilogramm)       | Huang Hsiao-wen Chinesisch Taipeh   | Caroline Cruvellier Frankreich  | Jamuna Boro Indien Mikiah Kreps Vereinigte Staaten        |
| Federgewicht (– 57 Kilogramm)        | Nesthy Petecio Philippinen          | Ljudmila Worontsowa Russland    | Lin Yu-ting Chinesisch Taipeh Karriss Artingstall England |
| Leichtgewicht (– 60 Kilogramm)       | Beatriz Ferreira Brasilien          | Wang Cong Volksrepublik China   | Mira Potkonen Finnland Rashida Ellis Vereinigte Staaten   |
| Leichtweltergewicht (– 64 Kilogramm) | Dou Dan Volksrepublik China         | Angela Carini Italien           | Jekaterina Dynnik Russland Milana Safronowa Kasachstan    |
| Weltergewicht (– 69 Kilogramm)       | Busenaz Sürmeneli Türkei            | Yang Liu Volksrepublik China    | Lovlina Borgohain Indien Saadat Dalgatowa Russland        |
| Mittelgewicht (– 75 Kilogramm)       | Lauren Price Wales                  | Nouchka Fontijn Niederlande     | Tammara Thibeault Kanada Khadija Mardi Marokko            |
| Halbschwergewicht (– 81 Kilogramm)   | Senfira Magomedalijewa Russland     | Elif Güneri Türkei              | Wang Lina Volksrepublik China Nguyễn Thị Hương Vietnam    |
| Schwergewicht (+ 81 Kilogramm)       | Danielle Perkins Vereinigte Staaten | Yang Xiaoli Volksrepublik China | Kazjaryna Kawalewa Belarus Dina Islambekowa Kasachstan    |

## Quelle
- Wettkampfresultate IAT Leipzig